# Margaret Hasluck
Pour les articles homonymes, voir Hasluck.
Margaret Masson Hasluck, née Hardie le 18 juin 1885 en Écosse et morte le 18 octobre 1948, est une spécialiste du folklore albanais, géographe, linguiste et archéologue écossaise qui, durant la Seconde Guerre mondiale, a travaillé pour le Special Operations Executive.

## Biographie
Margaret étudie à l’université d’Aberdeen puis au Newnham College de l’université de Cambridge de 1907 à 1911. En 1911-12, elle est élève de l’École britannique d’Athènes et participe à des fouilles archéologiques en Turquie.
Elle épouse Frederick William Hasluck (1878-1920), directeur adjoint de l’Ecole d’Athènes. Jusqu’en 1915 le couple voyage dans les Balkans. Après la déclaration de guerre de 1914, les Hasluck, restés à Athènes, collaborent avec les services de renseignement militaire britanniques. En 1916, Frederick Hasluck contracte la tuberculose et décède en février 1920 dans un sanatorium suisse. Margaret Hasluck s’installe alors en Angleterre. Elle devient membre de la Société de géographie en 1924. Elle devient une spécialiste reconnue du folklore, des coutumes, des langues des pays des Balkans et plus spécialement de l’Albanie où elle est rentrée pour la première fois en 1919. En 1923 elle se fait construire une maison dans la ville médiévale d’Elbasan. Elle y séjourne jusqu’à son expulsion par les Italiens au printemps 1939.
Elle sert ensuite à l’ambassade de Grande-Bretagne à Athènes en qualité de conseillère au Bureau Albanie de la Section D du MI6. À l’été 1941, elle quitte Athènes pour Istanbul où elle remplace le colonel  Walter Francis « Frank » Stirling (DSO and Bar-1902, 1919, MC-1918), inspecteur général de la gendarmerie albanaise en 1925-1926. Pendant près de deux années, elle observe la situation intérieure albanaise et entretient des liens avec les exilés albanais.
En 1942 elle rejoint le Special Operations Executive au Caire où elle sert comme expert de l’Albanie. À ce titre, elle est conseillère auprès des officiers de liaison parachutés pour assister la résistance albanaise. Elle leur dispense des cours de langue et les forme à la psychologie des Albanais, à leurs coutumes et à leur folklore.
Les laissez-passer de Neil McLean et David Smiley sont d'ailleurs conjointement signés de sa main et de celle du général Jocelyn Percy (1871-1952), inspecteur général de la gendarmerie albanaise de 1926 à 1939.
Quand la Force 133 s’installe à Bari, en Italie, en avril 1944, Margaret Hasluck reste au Caire. Jusqu’à la fin de la guerre elle conserve des liens étroits avec la section albanaise du SOE. Elle est surnommée affectueusement "Fanny" par le personnel de la Force 133.
Elle est nommée membre de l'ordre de l'Empire britannique à titre civil le 26 septembre 1944 pour services rendus au SOE, au grand quartier général du Caire.
Elle meurt le 18 octobre 1948 d’une leucémie décelée en 1945, laissant inachevé son dernier ouvrage, The Unwritten Law in Albania, qui sera publié en 1954.

## Sources et bibliographie
- (en) Colonel Dayrell Oakley-Hill, An Englishman in Albania, Londres, The Centre for Albanian Studies - Learning Design Limited, 2002Préface par David Smiley. Cahier de photographies.  Les mémoires d'un conseiller militaire du roi Zog Ier, puis agent du SOE et du MI6
- (en) Colonel David Smiley, Albanian Assignment, avec une préface de Patrick Leigh Fermor, Editions Chatto & Windus, 1984. Avec cahier de photographies. Ouvrage consacré aux missions de l'auteur pour le compte du SOE en Albanie.
- (en) Colonel David Smiley, Irregular regular, 1994, éditions Michael Russell, 1994, 218 p. (ISBN 978-0-85955-202-8 et 0-85955-202-0)Traduit en français par Thierry Le Breton en 2008 sous le titre Au cœur de l'action clandestine. Des commandos au MI6 (L'Esprit du Livre Editions).  Avec cahier de photographies extraites de Albanian Assignment et Arabian Assignment (ISBN 978-2-915960-27-3)  Les mémoires d'un officier des Royal Horse Guards, agent du SOE en Albanie, du SOE en Asie du Sud-Est puis agent du MI6
- (en) Stephen Dorril MI6: Inside the Covert World of Her Majesty's Secret Intelligence Service, The Free Press, New York, 2000  (ISBN 0-7432-0379-8). Toutes le opérations du MI6 sont détaillées. Index en ligne. M. Hasluck est citée
- (en) Hasluck Margaret: Our Woman in Albania: The Life of Margaret Hasluck, Scholar and Spy I. B. Tauris & Company, Hardcover, 2007. Biographie
- (en) The Wildest Province: SOE in the Land of the Eagle de Roderick Bailey, 2008, Jonathan Cape Ltd  (ISBN 9780224079167)